# 11779 Zernike
11779 Zernike è un asteroide della fascia principale. Scoperto nel 1977, presenta un'orbita caratterizzata da un semiasse maggiore pari a 2,6221241 UA e da un'eccentricità di 0,1109233, inclinata di 4,68075° rispetto all'eclittica.
L'asteroide è dedicato a Frits Zernike, Premio Nobel per la fisica nel 1953 e professore di fisica nonché rettore dell'Università di Groninga.